# Giflitz
Giflitz ist der nach Einwohnerzahl zweitgrößte Ortsteil der Gemeinde Edertal im nordhessischen Landkreis Waldeck-Frankenberg und Sitz der Gemeindeverwaltung. 

## Geschichte

### Ortsgeschichte
In Giflitz, das an der Eder liegt und schon bald nach 800 erstmals als „Iuffelze“ erwähnt wurde, treffen sich die Landesstraßen 3086 und 3332 sowie die Bundesstraße 485. Im Gewerbegebiet gibt es viele Einkaufsmöglichkeiten. Im Dorf gibt es eine Grundschule und eine Gesamtschule und eine Kirche. Die bis 1995 befahrene Bahnstrecke Wega–Brilon Wald verlief durch Giflitz.

### Hessische Gebietsreform (1970–1977)
Zum 1. Juli 1971 wurde die Gemeinde Edertal im Zuge der Gebietsreform in Hessen durch den freiwilligen Zusammenschluss der bis dahin selbständigen Gemeinden Bergheim und Giflitz neu gebildet. Für Giflitz, wie für alle ehemaligen Gemeinden von Edertal, wurden Ortsbezirke mit Ortsbeirat und Ortsvorsteher nach der Hessischen Gemeindeordnung gebildet.

### Verwaltungsgeschichte im Überblick
Die folgende Liste zeigt die Staaten und Verwaltungseinheiten, denen Giflitz angehört(e):
- 1478 und später: Heiliges Römisches Reich, Grafschaft Waldeck, Amt Waldeck
- ab 1712: Heiliges Römisches Reich, Fürstentum Waldeck, Amt Waldeck
- ab 1807: Fürstentum Waldeck, Amt Waldeck
- ab 1815: Fürstentum Waldeck, Oberamt der Eder
- ab 1816: Fürstentum Waldeck, Oberjustizamt der Eder
- ab 1849: Fürstentum Waldeck-Pyrmont, Kreis der Eder[Anm. 1]
- ab 1867: Fürstentum Waldeck-Pyrmont (Akzessionsvertrag mit Preußen), Kreis der Eder
- ab 1871: Deutsches Reich, Fürstentum Waldeck-Pyrmont, Kreis der Eder
- ab 1919: Deutsches Reich, Freistaat Waldeck-Pyrmont, Kreis der Eder
- ab 1929: Deutsches Reich, Freistaat Preußen, Provinz Hessen-Nassau, Regierungsbezirk Kassel, Kreis der Eder
- ab 1942: Deutsches Reich, Freistaat Preußen, Provinz Hessen-Nassau, Regierungsbezirk Kassel, Landkreis Waldeck
- ab 1944: Deutsches Reich, Freistaat Preußen, Provinz Kurhessen, Regierungsbezirk Kassel, Landkreis Waldeck
- ab 1945: Deutsches Reich, Amerikanische Besatzungszone, Groß-Hessen, Regierungsbezirk Kassel, Landkreis Waldeck
- ab 1946: Deutsches Reich, Amerikanische Besatzungszone, Hessen, Regierungsbezirk Kassel, Landkreis Waldeck
- ab 1949: Bundesrepublik Deutschland, Hessen, Regierungsbezirk Kassel, Landkreis Waldeck
- ab 1971: Bundesrepublik Deutschland, Hessen, Regierungsbezirk Kassel, Landkreis Waldeck, Gemeinde Edertal
- ab 1974: Bundesrepublik Deutschland, Hessen, Regierungsbezirk Kassel, Landkreis Waldeck-Frankenberg, Gemeinde Edertal

## Bevölkerung

### Einwohnerstruktur 2011
Nach den Erhebungen des Zensus 2011 lebten am Stichtag dem 9. Mai 2011 in Giflitz 885 Einwohner. Darunter waren 27 (3,0 %) Ausländer. Nach dem Lebensalter waren 153 Einwohner unter 18 Jahren, 354 waren zwischen 18 und 49, 195 zwischen 50 und 64 und 163 Einwohner waren älter. Die Einwohner lebten in 390 Haushalten. Davon waren 117 Singlehaushalte, 117 Paare ohne Kinder und 120 Paare mit Kindern, sowie 30 Alleinerziehende und 6 Wohngemeinschaften. In 99 Haushalten lebten ausschließlich Senioren und in 255 Haushaltungen leben keine Senioren.

### Einwohnerentwicklung
- 1738: 26 Wohnhäuser[1]
- 1770: 35 Häuser, 240 Einwohner[1]

| Giflitz: Einwohnerzahlen von 1770 bis 2020 | Giflitz: Einwohnerzahlen von 1770 bis 2020 | Giflitz: Einwohnerzahlen von 1770 bis 2020 | Giflitz: Einwohnerzahlen von 1770 bis 2020 | Giflitz: Einwohnerzahlen von 1770 bis 2020 |
| --- | ------------------------------------------ | ------------------------------------------ | ------------------------------------------ | ------------------------------------------ |
| Jahr |                                            |                                            |                                            | Einwohner                                  |
| 1770 | 1770                                       |                                            | 240                                        | 240                                        |
| 1800 | 1800                                       |                                            | ?                                          | ?                                          |
| 1834 | 1834                                       |                                            | 331                                        | 331                                        |
| 1840 | 1840                                       |                                            | 340                                        | 340                                        |
| 1846 | 1846                                       |                                            | 344                                        | 344                                        |
| 1852 | 1852                                       |                                            | 320                                        | 320                                        |
| 1858 | 1858                                       |                                            | 312                                        | 312                                        |
| 1864 | 1864                                       |                                            | 319                                        | 319                                        |
| 1871 | 1871                                       |                                            | 307                                        | 307                                        |
| 1875 | 1875                                       |                                            | 252                                        | 252                                        |
| 1885 | 1885                                       |                                            | 276                                        | 276                                        |
| 1895 | 1895                                       |                                            | 281                                        | 281                                        |
| 1905 | 1905                                       |                                            | 306                                        | 306                                        |
| 1910 | 1910                                       |                                            | 360                                        | 360                                        |
| 1925 | 1925                                       |                                            | 399                                        | 399                                        |
| 1939 | 1939                                       |                                            | 424                                        | 424                                        |
| 1946 | 1946                                       |                                            | 699                                        | 699                                        |
| 1950 | 1950                                       |                                            | 693                                        | 693                                        |
| 1956 | 1956                                       |                                            | 617                                        | 617                                        |
| 1961 | 1961                                       |                                            | 636                                        | 636                                        |
| 1967 | 1967                                       |                                            | 724                                        | 724                                        |
| 1980 | 1980                                       |                                            | ?                                          | ?                                          |
| 1990 | 1990                                       |                                            | ?                                          | ?                                          |
| 2000 | 2000                                       |                                            | ?                                          | ?                                          |
| 2011 | 2011                                       |                                            | 885                                        | 885                                        |
| 2015 | 2015                                       |                                            | 822                                        | 822                                        |
| 2020 | 2020                                       |                                            | 843                                        | 843                                        |
| Datenquelle: Historisches Gemeindeverzeichnis für Hessen: Die Bevölkerung der Gemeinden 1834 bis 1967. Wiesbaden: Hessisches Statistisches Landesamt, 1968. Weitere Quellen: LAGIS; Gemeinde Edertal; Zensus 2011 |                                            |                                            |                                            |                                            |

### Historische Religionszugehörigkeit
| • 1895: | 280 evangelische (= 99,64 %), ein katholischer (= 0,36 %), sechs jüdische (= 1,03 %) Einwohner |
| • 1961: | 564 evangelische (= 88,68 %), 60 katholische (= 9,43 %) Einwohner                              |